# Hellbassbeaters
Hellbassbeaters es el primer y único disco en estudio del supergrupo alemán Bassinvaders, lanzado en 2008. Las canciones fueron compuestas por Markus Grosskopf.

## Temas
1. Awakening The Bass Machine (00:38)
2. We Live (03:54)
3. Armageddon (05:15)
4. Romance In Black (05:27)
5. Godless Gods (04:35)
6. Empty Memories (Breaking Free) (04:23)
7. Boiling Blood (04:36)
8. Far Too Late (04:34)
9. The Asshole Song (03:43)
10. Dead From The Eyes Down (03:17)
11. Razorblade Romance (04:22)
12. Voices (05:45)
13. Eagle Fly Free (Helloween cover) (05:13)
14. To Hell and Back (Kickhunter cover) (03:48) (Bonustrack)

## Componentes
- Markus Grosskopf - Compositor, Bajo
- Tom Angelripper - Voz, Bajo, Co-Compositor
- Marcel Schirmer - Voz, Bajo, Co-Compositor
- Peter "Peavy" Wagner - Voz, Bajo, Co-Compositor